# Комбунд
Комбунд (קאמבונד) или Еврейский коммунистический трудовой союз (идиш ײדישער קאמוניסטישנ ארבעטער בונד‎, «Идише Коммунистише Арбайтер-Бунд») — еврейская коммунистическая партия преимущественно на Украине, появившаяся после раскола там Всеобщего еврейского рабочего Бунда (Bund), но имеющая отделения и в Белоруссии. Основными лидерами партии были Моисей Рафес и Александр Чемерийский
Осенью 1918 года внутри Бунда на Украине нарастали противоречия. В конце 1918 года отделения Бунда в таких городах, как Бобруйск, Екатеринослав и Одесса, сформировали «левые группы Бунда».
На заседании отделения Бунда в Киеве 18 февраля 1919 г., состоявшемся накануне Третьей Всеукраинской конференции Бунда, большинство проголосовало за предложение Моисея Рафеса, согласно которому киевское отделение объявляло себя Киевским отделением Еврейского коммунистического трудового Бунда (союза). Предложение Рафеса получило 135 голосов против 79 голосов за предложение о подтверждении принадлежности к международной социал-демократии и общероссийской партии Бунда и 27 воздержавшихся. По итогам голосования отделение Киевского Бунда разделилось на две отдельные партийные организации. Начиная с 22 февраля 1919 года, Киевская бундовская газета «Фольксцайтунг» стала органом Комбунда. Примерно в то же время аналогичный раскол произошёл в екатеринославском отделении Бунда (130 голосов за вступление в Комбунд против 108 голосов против) в марте 1919 года. Полтавское отделение Бунда почти единогласно проголосовало за вхождение в состав Комбунда. В Харькове состоялось два отдельных собрания, на последнем большинство проголосовало за создание Комбунда.
Комбунд поддержал идею еврейской национальной автономии. Комбунд был внутренне разделён по тактике против Коммунистической партии. Комбунд не был полностью привержен большевистской линии как таковой, но поддерживал советскую сторону в Гражданской войне в России.
На Третьей конференции Коммунистической партии (большевиков) Украины, состоявшейся в марте 1919 года, проголосовали за отказ от «группового вступления» Комбунда в партию (101 голос за отказ Комбунда от слияния с партией, 96 голосов за вступление в партию). слияние). В КП(б)У признали необходимость сотрудничества с Украинским комбундом, но отказались признать Комбунд коммунистической партией. КП(б)У считала, что Комбунд является движением среднего класса и его члены не наделены обязанностями в различных Советах. На местном уровне отношения между Коммунистической партией и Комбуном часто были враждебными.
После Григорьевского восстания Комбунд получил представительство во Всеукраинском ЦИК. В разгар погромов в центральной и южной Украине переговоры о единстве между Комбундом и Объединенной еврейской коммунистической партией (Комфарейникте) активизировались. Евсекция (еврейская секция Коммунистической партии) курировала встречи между двумя партиями. В мае 1919 г. Комбунд провел в Киеве свою первую партийную конференцию. На этой конференции 22 мая 1919 года Комбунд и Объединенная еврейская коммунистическая партия объединились, образовав Еврейский коммунистический союз Украины (Комфарбанд).